# أماندا ريد
أماندا ريد  ( المعروفة سابقًا أماندا فاولر؛  12 نوفمبر 1996) هي سباحة محترفة، وراكبة دراجات هوائية، ومتزلجة على الجليد، أسترالية في الألعاب البارالمبية. مثلت دولة أستراليا في دورة الألعاب البارالمبية الصيفية لعام 2012 في السباحة.  وفي دورة الألعاب البارالمبية ريو دي جانيرو لعام 2016، فازت بالميدالية الفضية في سباق 500 متر للسيدات  وفي أولمبياد طوكيو للمعاقين لعام 2020 حصلت على الميدالية الذهبية في سباق 500 متر وفي عام 2023، فازت بالميدالية الذهبية في بطولة العالم للمعاقين على الجليد لعام 2023.

## معلومات شخصية
ولدت اللاعبة ريد في يوم 12 نوفمبر 1996 وهي تعاني من شلل رباعي تشنجي وإعاقة ذهنية.    حيث انها بالاصل من بلدة بلاكسلاند في الجبال الزرقاء في نيو ساوث ويلز.   ولديها تراث من شعب ويمبا ويمبا وجورينجاي. التحقت بمدرسة بلاكسلاند الثانوية ومدرسة إنديفور الرياضية الثانوية. 

## حياتها الاحترافية

### التزلج السريع
في سن التاسعة تقريبًا فازت اللاعبة بألقاب على مستوى الدولة في مسابقات التزلج السريع على المسار القصير للأصحاء، لتصبح أول شخص يفوز بألقاب أستراليا ونيوزيلندا وجميع الولايات الأسترالية بالنسبة لشخص بعمرها في عام واحد فقط. 